# Міхал Валіцький
Міхал Мар'ян Валіцький (пол. Michał Marian Walicki; 8 серпня 1904 Санкт-Петербург — 22 серпня 1966 Варшава) — польський історик мистецтва, професор Варшавського технологічного університету та Школи образотворчих мистецтв.

## Біографія
У 1929 році закінчив історичний факультет Варшавського університету, а після чого розпочав роботу у Варшавській політехніці (1929—1936) та у Школі образотворчих мистецтв (1932—1939, 1945—1949). У 1934 році став доцентом, а через три роки отримав звання професора. Належав до групи працівників Національного музею, де був куратором Галереї закордонного живопису. Окрім своєї викладацької роботи, керував Інститутом історії мистецтв Варшавського університету. Міхал Валіцький був досвідченим фахівцем голландського живопису XVII століття та польської готики, був автором, співавтором та ініціатором багатьох публікацій, присвячених польському та зарубіжному живопису. Під час німецької окупації брав участь у опорі. У 1947 році нагороджений Офіцерським хрестом ордена Відродження Польщі. У 1949 році був заарештований на підставі помилкових звинувачень і ув'язнений на чотири роки після фальшивого судового розгляду. З 1953 року пов'язаний з Інститутом мистецтв Польської академії наук.
Батько Анджея Валіцького, зведений брат Марка Валіцького.
Спочиває на Повонзківському цвинтарі, Алея Заслужених (гріб 148).

## Вибрані публікації

### Книги
- Історія польського мистецтва (з Ю. Старжинським, 1934);
- Польський живопис 15 століття (1938);
- Зарубіжний живопис у польських колекціях (1955);
- Польський живопис, готика, ренесанс, ранній маньєризм (з Яном Бялостоцьким, 1961);
- Далекі і близькі картини (1963);
- Золотий горизонт (1965).

### Статті
- Для нової інтерпретації концепції задумливого Христа «Польське народне мистецтво» 1954, т. 8.